# Kamenice nad Lipou

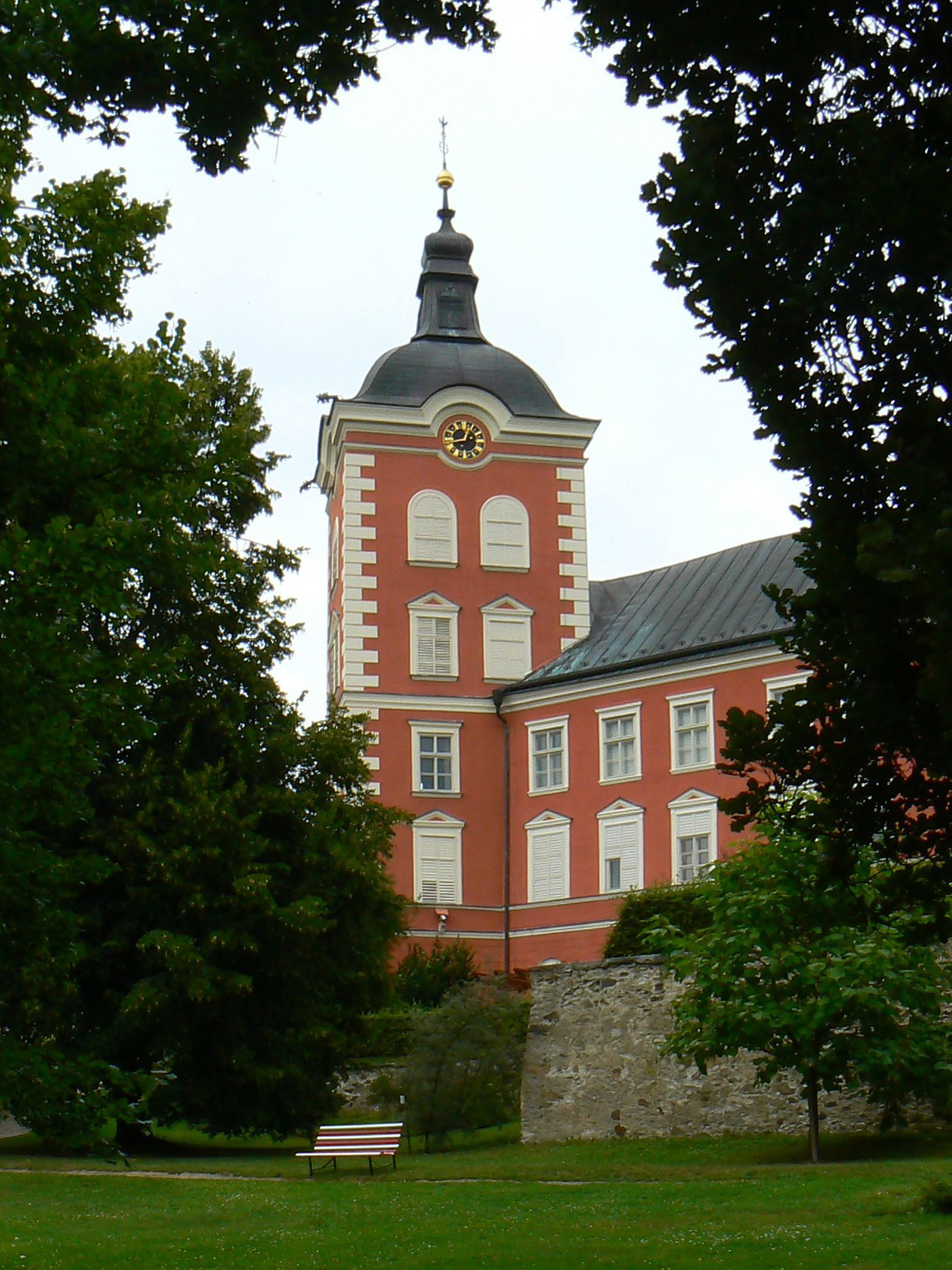
Schloss Kamenice

Kamenice nad Lipou (deutsch: Kamnitz an der Linde) ist eine Kleinstadt an der Kamenice im Okres Pelhřimov in der tschechischen Region Vysočina.

## Geschichte
Die Stadt Kamenice entstand um eine vor 1248 durch die Adelsfamilie von Beneschau gegründete gleichnamige Burg. Die unter der Burg liegende Gemeinde erhielt 1348 das Stadtrecht. In den Hussitenkriegen war die Stadt umkämpft, 1462 erhielt sie erweiterte Stadtrechte. Seit 1541 ist der Beiname nad Lipou (an der Linde) belegt, nach einer Linde neben der Burg. Diese Burg wurde 1580–1583 in ein Renaissanceschloss umgebaut, 1744 barockisiert und 1839–1842 unter dem Besitzer Jacob Rudolf von Geymüller (* 1813), Landtagsabgeordneter in Böhmen dem klassizistischen Zeitgeschmack angepasst.
Die Stadt war ab 1868 bis 1960 Sitz der Bezirkshauptmannschaft für den Bezirk Kamenitz an der Linde.
In Kamenice lebte bis zum Zweiten Weltkrieg eine größere jüdische Gemeinde, die 1843–1897 eine eigene Schule unterhielt und 1937/1938 die letzte Synagoge auf dem Gebiet der Tschechoslowakei errichten ließ.

## Stadtgliederung
Die Stadt Kamenice nad Lipou besteht aus den Ortsteilen Antonka (Antonidorf), Březí, Gabrielka (Gabrielendorf), Johanka (Johannidorf), Kamenice nad Lipou (Kamnitz an der Linde), Nová Ves (Neudorf), Pravíkov (Prawikow) und Vodná (Wodna). Grundsiedlungseinheiten sind Antonka, Březí, Dvorek, Gabrielka, Johanka-Heřmaň, Kamenice nad Lipou-jih, Kamenice nad Lipou-sever, Kavín, Nová Ves, Pravíkov, Průmyslový obvod und Vodná.
Das Gemeindegebiet gliedert sich in die Katastralbezirke Kamenice nad Lipou und Pravíkov.

## Sehenswürdigkeiten
- Jüdischer Friedhof und ehemalige Synagoge

## Söhne und Töchter der Stadt
- Vítězslav Novák (1870–1949), Komponist
- Markus Stein (1845–1935), Verleger (Verlag Manz)
- Alois Epstein (1849–1918), Professor für Kinderheilkunde in Prag
- Rudolf Georg von Geymüller (* 1944), Schweizer Agronom und Kunstförderer, Schloss Hollenburg, Niederösterreich

## Bilder

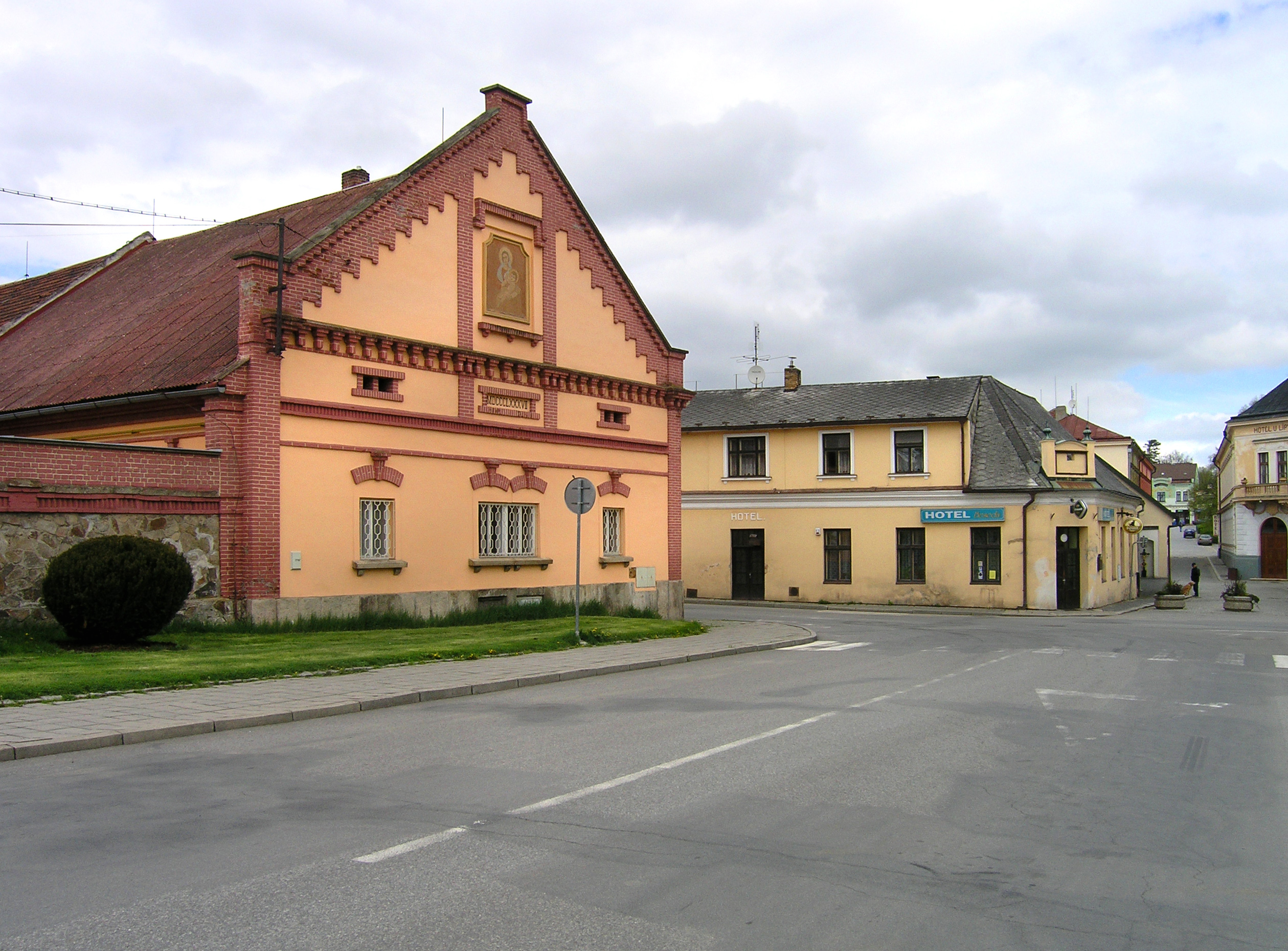
Masarykstraße
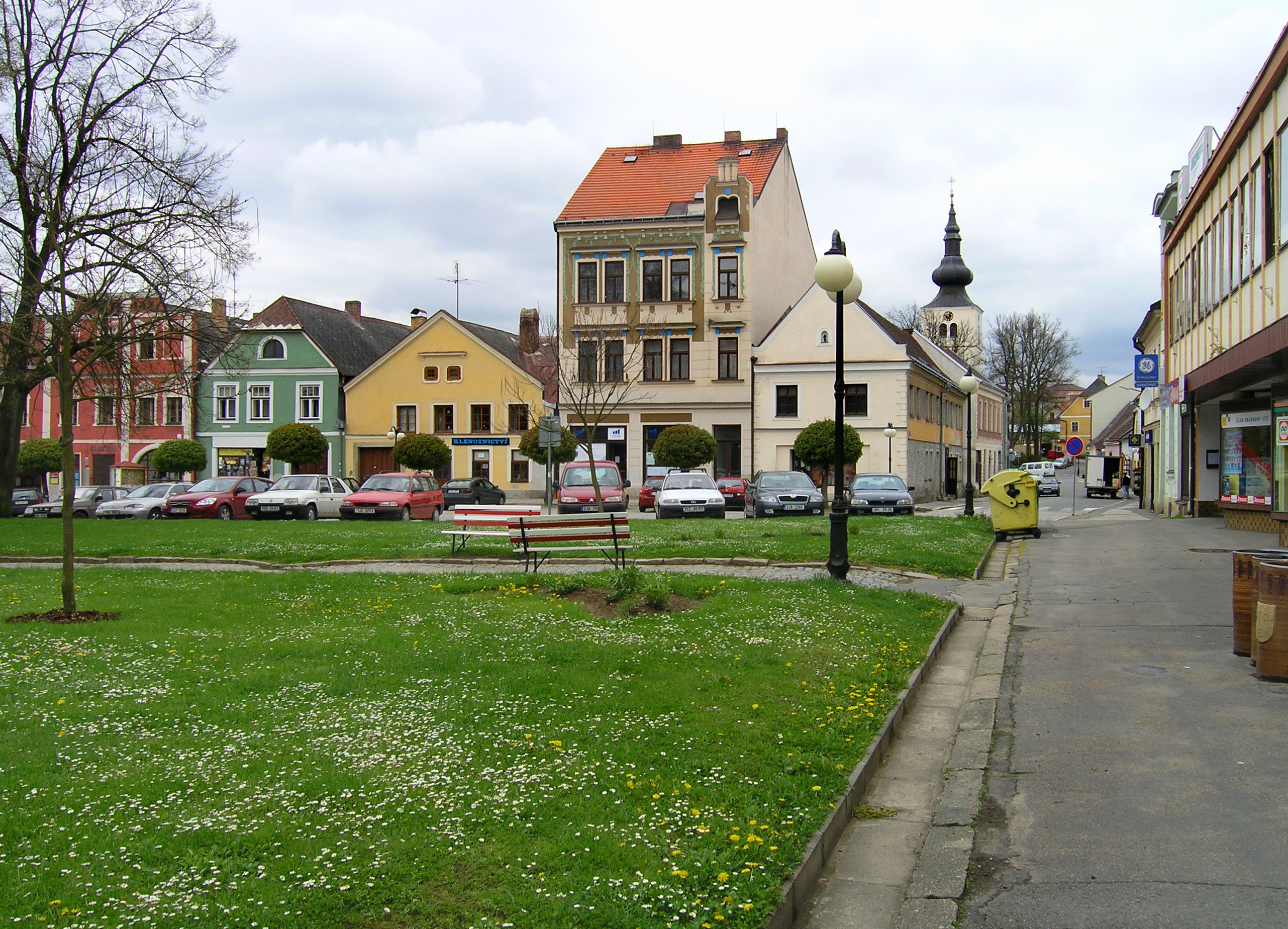
Der Hauptplatz
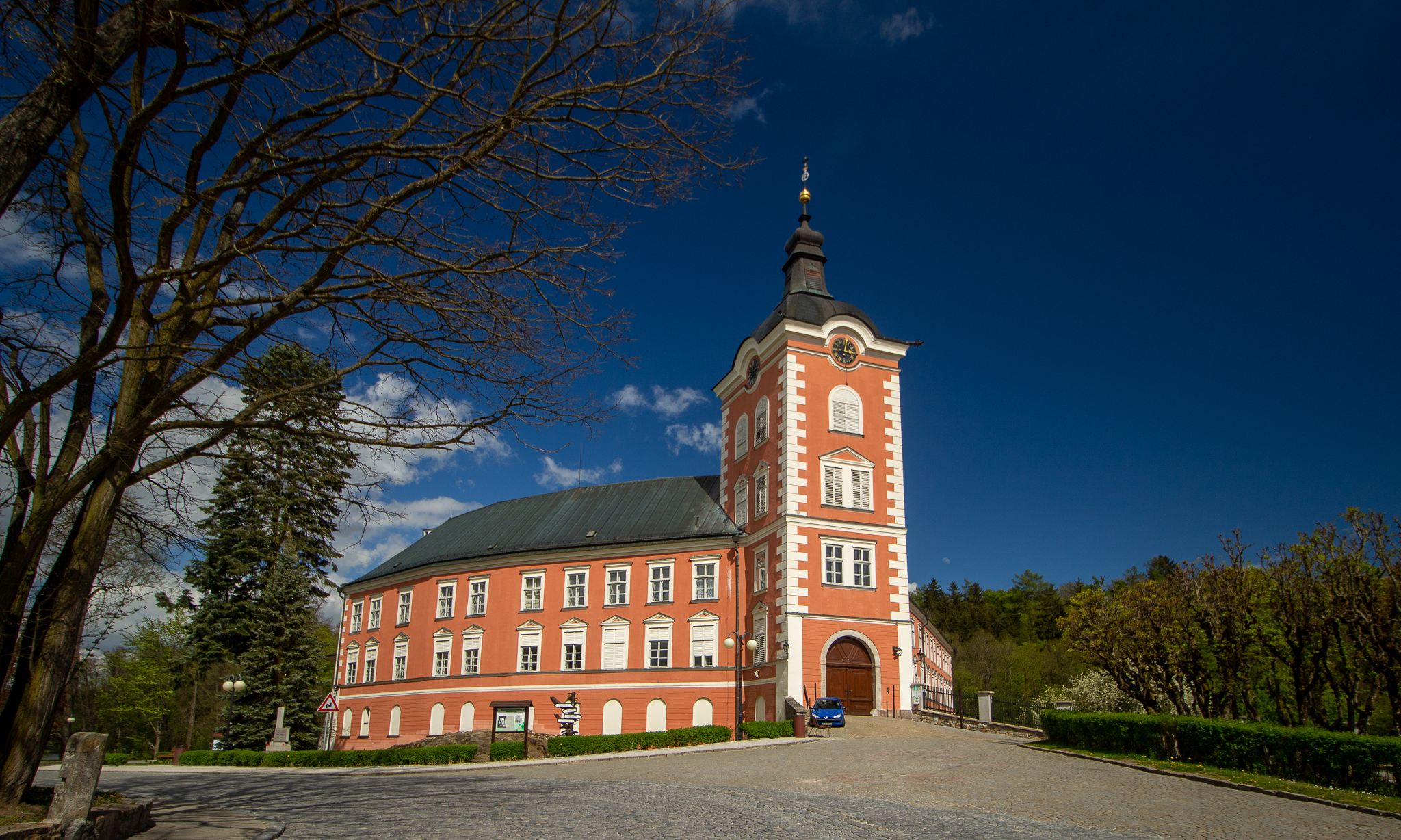
Schloss Kamnitz